# Ujar (quận)
Ujar (tiếng Azerbaijan:Ucar) là một quận thuộc Azerbaijan. Dân số thời điểm năm 2012 là 71327 người.